# Siedm psalmów pokutnych
Siedm psalmów pokutnych – zbiór psalmów w parafrazie Jana Kochanowskiego, opublikowanych w krakowskiej Drukarni Łazarzowej w 1579 roku. 
Tom zawierał psalmy: 6, 32, 38, 51, 102, 130 oraz 143. Został wydany w tym samym roku, w którym opublikowano zawierający 150 parafraz psalmów Psałterz Dawidowy przekładania Jana Kochanowskiego, lecz prawdopodobnie miało to miejsce wcześniej i Siedm psalmów pokutnych miało stanowić zapowiedź drugiego, obszerniejszego zbioru.